# Futbol'nyj Klub Rotor 2018-2019
Questa voce raccoglie le informazioni riguardanti il Futbol'nyj Klub Rotor nelle competizioni ufficiali della stagione 2018-2019.

## Stagione
Dopo la retrocessione della precedente stagione, annullata per ripescaggio, la squadra, col ritrovato nome di Rotoro, si salvò arrivando all'undicesimo posto.

## Maglie
| Manica sinistra · Manica sinistra · Maglietta · Maglietta · Manica destra · Manica destra · Pantaloncini · Calzettoni | Manica sinistra · Manica sinistra · Maglietta · Maglietta · Manica destra · Manica destra · Pantaloncini · Calzettoni | Manica sinistra · Manica sinistra · Maglietta · Maglietta · Manica destra · Manica destra · Pantaloncini · Calzettoni |

## Rosa
| N. |                   | Ruolo | Calciatore             |
| -- | ----------------- | ----- | ---------------------- |
| 1  | Russia (bandiera) | P     | Aleksandr Filtsov      |
| 2  | Russia (bandiera) | D     | Ilya Ionov             |
| 4  | Russia (bandiera) | D     | Konstantin Shcherbakov |
| 5  | Russia (bandiera) | D     | Anton Piskunov         |
| 7  | Russia (bandiera) | C     | Roman Vorobjov         |
| 8  | Russia (bandiera) | C     | Denis Jakuba           |
| 10 | Russia (bandiera) | C     | Albert Sharipov        |
| 11 | Russia (bandiera) | D     | Kirill Malyarov        |
| 13 | Russia (bandiera) | A     | Aleksandr Korotaev     |
| 15 | Russia (bandiera) | C     | Azim Fatullaev         |
| 16 | Russia (bandiera) | D     | Evgeniy Makeev         |
| 17 | Russia (bandiera) | A     | Roman Yanushkovskiy    |
| 18 | Russia (bandiera) | A     | Oleg Nikolaev          |
| 21 | Russia (bandiera) | C     | Artem Samsonov         |
| 22 | Russia (bandiera) | A     | Mukhammad Sultonov     |
| 23 | Russia (bandiera) | D     | Maksim Vasiljev        |
| 25 | Russia (bandiera) | A     | Artem Popov            |

| N. |                   | Ruolo | Calciatore           |
| -- | ----------------- | ----- | -------------------- |
| 28 | Russia (bandiera) | D     | Azat Bairyev         |
| 30 | Russia (bandiera) | C     | Aleksey Druzin       |
| 31 | Russia (bandiera) | A     | Yuri Zavezen         |
| 32 | Russia (bandiera) | A     | Anzor Sanaia         |
| 37 | Russia (bandiera) | D     | Aleksandr Katsalapov |
| 41 | Russia (bandiera) | P     | Miroslav Lobantsev   |
| 72 | Russia (bandiera) | A     | Kamil Mullin         |
| 77 | Russia (bandiera) | C     | Vladimir Lobkarev    |
| 97 | Russia (bandiera) | A     | Evgeniy Chabanov     |
| -  | Russia (bandiera) | P     | Mikhail Filippov     |
| -  | Russia (bandiera) | P     | Dmitri Zornikov      |
| -  | Russia (bandiera) | D     | Maksim Karpov        |
| -  | Russia (bandiera) | D     | Roman Bugaev         |
| -  | Russia (bandiera) | D     | Ismail Ediev         |
| -  | Russia (bandiera) | A     | Islamnur Abdulavov   |
| -  | Russia (bandiera) | A     | Andrey Myazin        |

## Risultati

### Campionato
| Arbitro: | Vitali Meshkov |

|                             |           |                   |
| Anton Zinkovskiy 52’ (rig.) | Marcatori | 19’ Andrey Myazin |

| Arbitro: | Kirill Levnikov |

|                        |           |  |
| Aleksandr Korotaev 72’ | Marcatori |  |

| Arbitro: | Sergey Cheban |

|                                        |           |  |
| Nikolay Kalinskiy 31’ Islam Tlupov 62’ | Marcatori |  |

| Arbitro: | Igor Fedotov |

|                  |           |                  |
| Ismail Ediev 56’ | Marcatori | 86’ Anzor Sanaia |

| Arbitro: | Igor Panin |

|                   |           |  |
| Vadim Steklov 37’ | Marcatori |  |

| Jaroslavl' 12 agosto 2018, ore 15:00 6ª giornata | Šinnik         | 0 – 0 referto | Rotor | Stadio Šinnik (2.500 spett.)\| Arbitro: \| Artem Lyubimov \| |
| Arbitro:                                         | Artem Lyubimov |               |       |                                                              |

| Arbitro: | Igor Nizovtsev |

|                                            |           |  |
| Sylvanus Nimely 85’ Egor Rudkovskiy 90'+3’ | Marcatori |  |

| Arbitro: | Ivan Saraev |

|                  |           |                                           |
| Andrey Myazin 2’ | Marcatori | 19’ Mikhail Biryukov 90'+6’ Oleg Babenkov |

| Arbitro: | Aleksey Matyunin |

|                     |           |                               |
| Igor Portnyagin 35’ | Marcatori | 19’ (rig.) Aleksandr Korotaev |

| Arbitro: | Pavel Kukuyan |

|                         |           |                   |
| Aleksandr Makarenko 53’ | Marcatori | 16’ Oleg Nikolaev |

| Arbitro: | Artur Fedorov |

|                           |           |                      |
| Islamnur Abdulavov 90'+3’ | Marcatori | 65’ Daniil Penchikov |

| Arbitro: | Aleksey Sukhoy |

|                      |           |                    |
| Vladimir Dyadyun 53’ | Marcatori | 86’ Aleksey Druzin |

| Arbitro: | Sergey Lapochkin |

|                                           |           |                     |
| Andrey Myazin 29’ (rig.) Kamil Mullin 79’ | Marcatori | 59’ Maksim Palienko |

| Arbitro: | Vladimir Seldyakov |

|                                             |           |                                 |
| Igor Paderin 66’ Roman Bugaev 90'+1’ (aut.) | Marcatori | 2’ Kamil Mullin 21’ Artem Popov |

| Arbitro: | Roman Safyan |

|                   |           |  |
| Oleg Nikolaev 66’ | Marcatori |  |

| Arbitro: | Lasha Verulidze |

|  |           |                  |
|  | Marcatori | 66’ Kamil Mullin |

| Arbitro: | Evgeni Turbin |

|                       |           |                      |
| Vladimir Lobkarev 51’ | Marcatori | 67’ Vladimir Obukhov |

| Arbitro: | Maksim Chembulatov |

|  |           |                       |
|  | Marcatori | 34’ Vladimir Lobkarev |

| Arbitro: | Pavel Kukuyan |

|                  |           |                                             |
| Kamil Mullin 50’ | Marcatori | 36’ Danil Klenkin 90'+2’ Dmitriy Chistyakov |

| Arbitro: | Ivan Sidenkov |

|                          |           |  |
| Nail Zamaliev 31’ (rig.) | Marcatori |  |

| Arbitro: | Nikolay Voloshin |

|                             |           |  |
| Kirill Gotsuk 90'+2’ (aut.) | Marcatori |  |

| Arbitro: | Vasili Kazartsev |

|                                                                                   |           |                                        |
| Igor Gorbunov 1’ Maksim Barsov 16’ (rig.) Evgeniy Pesegov 30’ Aleksey Pomerko 62’ | Marcatori | 87’ Andrey Myazin 90'+4’ Andrey Myazin |

| Volgograd 18 novembre 2018, ore 11:00 23ª giornata | Rotor              | 0 – 0 referto | Tom' Tomsk | Stadio Zenit (10.456 spett.)\| Arbitro: \| Stanislav Vasiljev \| |
| Arbitro:                                           | Stanislav Vasiljev |               |            |                                                                  |

| Arbitro: | Pavel Shadykhanov |

|                   |           |                                                             |
| Oleg Nikolaev 17’ | Marcatori | 25’ Sergey Samodin 44’ Pavel Deobald 69’ Valeri Tskhovrebov |

| Volgograd 3 marzo 2019, ore 11:00 25ª giornata | Rotor          | 0 – 0 referto | Spartak-2 Mosca | Stadio Zenit (8.976 spett.)\| Arbitro: \| Aleksey Amelin \| |
| Arbitro:                                       | Aleksey Amelin |               |                 |                                                             |

| Voronež 10 marzo 2019, ore 14:00 26ª giornata | Fakel Voronež | 0 – 0 referto | Rotor | Stadio Centrale (1.549 spett.)\| Arbitro: \| Ivan Sidenkov \| |
| Arbitro:                                      | Ivan Sidenkov |               |       |                                                               |

| Arbitro: | Artur Fedorov |

|                  |           |  |
| Kamil Mullin 69’ | Marcatori |  |

| Arbitro: | Lasha Verulidze |

|                                           |           |  |
| Anzor Sanaia 39’ Aleksandr Katsalapov 66’ | Marcatori |  |

| Arbitro: | Igor Panin |

|  |           |                  |
|  | Marcatori | 87’ Anzor Sanaia |

| Arbitro: | Nikolay Voloshin |

|                        |           |  |
| Mukhammad Sultonov 47’ | Marcatori |  |

| Arbitro: | Ivan Saraev |

|                   |           |                                                   |
| Ruslan Abazov 14’ | Marcatori | 17’ Kamil Mullin 56’ Kamil Mullin 58’ Artem Popov |

| Arbitro: | Anton Anopa |

|  |           |                  |
|  | Marcatori | 13’ Igor Paderin |

| Krasnodar 24 aprile 2019, ore 15:00 33ª giornata | Krasnodar-2   | 0 – 0 referto | Rotor | Stadio Accademia Krasnodar (1.026 spett.)\| Arbitro: \| Roman Galimov \| |
| Arbitro:                                         | Roman Galimov |               |       |                                                                          |

| Arbitro: | Evgeni Kukulyak |

|                                                   |           |                                                |
| Mukhammad Sultonov 59’ Roman Yanushkovskiy 90'+4’ | Marcatori | 38’ Konstantin Bazelyuk 47’ Irakli Kvekveskiri |

| Arbitro: | Igor Nizovtsev |

|                       |           |  |
| Filipp Dvoretskov 76’ | Marcatori |  |

| Arbitro: | Lasha Verulidze |

|                                                  |           |                   |
| Mukhammad Sultonov 40’ (rig.) Anton Piskunov 73’ | Marcatori | 31’ Pavel Shakuro |

| Arbitro: | Sergey Cheban |

|                   |           |  |
| Khyzyr Appaev 55’ | Marcatori |  |

| Arbitro: | Stanislav Vasiljev |

|                        |           |                                   |
| Mukhammad Sultonov 84’ | Marcatori | 37’ Roman Ezhov 60’ Danil Prutsev |

### Coppa di Russia
| Arbitro: | Egor Egorov |

|                             |                      |                                |
| Andrej Igorevič Semënov 93’ | Marcatori            | 102’ (rig.) Islamnur Abdulavov |
|                             | Tiri di rigore 5 – 4 |                                |